# De vises sten (Balzac)
De vises sten, originaltitel La recherche de l'absolu, är en roman från 1834 av den franske författaren Honoré de Balzac, ingående i Den mänskliga komedin (La comédie humaine).